# Gudbrand Tandberg
Ej att förväxla med Lina Jonns make.
Gudbrand Tandberg, född 6 mars 1851 i Nes, Buskerud amt, död 6 februari 1929 i Oslo, var en norsk agronom.
Tandberg utexaminerades från Ås lantbrukshögskola 1871 och var därefter verksam som lantbruksingenjör och lantbrukskonsulent. Under sin anställning 1893-1918 i centralförvaltningen i Kristiania, från 1905 som lantbruksdirektör, var han den drivande kraften i arbetet på norska lantbrukets utveckling. År 1899 upprättade han Hallingdals folkemuseum. Bland hans skrifter märks Haandbog for landmænd (tillsammans med Nils Ødegaard, 1880) och Kortfattet veiledning i bygningsvæsen paa landet (1885; tredje upplagan 1901).